# Madagaskars riksvapen
Madagaskars riksvapen antogs 1993 och visar landets namn och valspråket "Fosterland, frihet, rättvisa". I mitten ser man en uppgående sol och på solskivan återges konturerna av ön Madagaskar. Därunder syns huvudet av en afrikansk sebu.